# Letland op het Junior Eurovisiesongfestival 2010
Letland nam deel aan het Junior Eurovisiesongfestival 2010 in Minsk, Wit-Rusland. Het was de 4de deelname van het land aan het Junior Eurovisiesongfestival. LTV was verantwoordelijk voor de Letse bijdrage aan de editie van 2010.

## Selectieprocedure
Letland maakte zijn comeback op het Junior Eurovisiesongfestival. Het land had niet meer deelgenomen sinds Junior Eurovisiesongfestival 2005. Šarlote Lēnmane werd intern verkozen op 30 juli 2010. Op 8 oktober raakte bekend dat ze de Baltische staat zou vertegenwoordigen met het nummer Viva la dance.

## In Minsk
Letland trad op als 8ste van veertien landen, na Rusland en voor België. 
Hoewel ze van de eerste landen veel punten kreeg, eindigde Sarlote op de tiende plaats, met 51 punten.
2003 · 2004 · 2005 · 2006-2009 · 2010 · 2011 · 2012-2024
Armenië · België · Georgië · Letland · Litouwen · Macedonië · Malta · Moldavië · Nederland · Oekraïne · Rusland · Servië · Wit-Rusland · Zweden